# Bédarieux
Bédarieux település Franciaországban, Hérault megyében. Lakosainak száma 5820 fő (2022. január 1.). Bédarieux La Tour-sur-Orb, Carlencas-et-Levas, Faugères, Hérépian, Pézènes-les-Mines és Villemagne-l’Argentière községekkel határos.

## Népesség
A település népességének változása:
| Lakosok száma | 7135 | 6207 | 5997 | 6518 | 6241 | 5966 | 5791 | 5743 | 5736 | 5820 |
|               | 1968 | 1982 | 1990 | 2006 | 2013 | 2015 | 2017 | 2019 | 2020 | 2022 |